# Lambana ziha
Lambana ziha là một loài bướm đêm trong họ Noctuidae.